# Adeona
Adeona (< ad: naar) was een Romeinse godheid, die bij de terugkeer van een reis werd aangeroepen, terwijl men bij het begin zich tot de godin Abeona wendde. Ook riep men de bijstand van deze godheden in bij de eerste pogingen van kinderen om te lopen. (Er waren dertien godheden die het kind in de eerste levensjaren bijstonden in het aanleren van verschillende vaardigheden, zoals lopen.) Zij behoorde tot de Di Indigetes (of goden van de indigamenta, een lange lijst van gespecialiseerde goden, die door de flamen Cerialis werden aanroepen (indigitare).

## Referentie
- De eerste versie van dit artikel is overgenomen uit T.T. Kroon, Mythologisch Woordenboek, 's Gravenshage, 1875 en kan dus verouderd zijn.
- T.T. Kroon, art. Adeona, in T.T. Kroon, Mythologisch Woordenboek, 's Gravenshage, 1875, p. 3.